# Щипець (Польща)
Щипець (пол. Szczypiec) — село в Польщі, у гміні Пінчів Піньчовського повіту Свентокшиського воєводства.
Населення — 128 осіб (2011).
У 1975-1998 роках село належало до Келецького воєводства.

## Демографія
Демографічна структура на день 31 березня 2011 року:
|          | Загалом | Допрацездатний вік | Працездатний вік | Постпрацездатний вік |
| -------- | ------- | ------------------ | ---------------- | -------------------- |
| Чоловіки | 63      | 10                 | 46               | 7                    |
| Жінки    | 65      | 14                 | 36               | 15                   |
| Разом    | 128     | 24                 | 82               | 22                   |